# Coripata
Coripata è un comune (municipio in spagnolo) della Bolivia nella provincia di Nor Yungas (dipartimento di La Paz) con 12.428 abitanti (dato 2010).

## Cantoni
Il comune è suddiviso in 3 cantoni (popolazione al 2001):
- Arapata - 4.921 abitanti
- Coripata - 5.534 abitanti
- Milluhuaya - 989 abitanti